# Matteo Sciambra
Matteo Sciambra (Mateu Shembra in albanese; Contessa Entellina, 30 gennaio 1914 – San Lorenzo, 30 luglio 1967) è stato un presbitero di rito bizantino e docente universitario italiano di origine arbereshe, che si dedicò con grande impegno all'approfondimento della lingua albanese, alla conservazione e valorizzazione del patrimonio musicale liturgico bizantino degli italo-albanesi (arbëreshë), scrivendo importanti manoscritti in greco e parecchie opere su tematiche arbëreshë.

## Biografia
Papàs Matteo Sciambra, nato a Contessa Entellina il 30 gennaio 1914, fu ordinato papàs a Piana degli Albanesi il 16 gennaio 1938.
Frequentò il ginnasio-liceo presso il Seminario Pontificio "Benedetto XV" di Grottaferrata e quindi si trasferì al Pontificio Collegio Greco "S. Atanasio" di Roma per seguire il corso in Filosofia e Teologia. Svolse la sua prima attività presso il Seminario greco-albanese di Palermo e nel 1957 gli fu affidata la parrocchia di San Nicolò dei Greci di Palermo.
Laureato in Lettere presso l'Università di Palermo il 4 dicembre del 1952, iniziò la carriera universitaria come assistente di P. Giuseppe Valentini, titolare della Cattedra di Lingua e Letteratura albanese. Nell'Anno accademico 1967, conseguita la libera docenza, gli fu affidato l'incarico di insegnamento della lingua albanese nella Facoltà di Magistero di Palermo. Con grande impegno si dedicò all'approfondimento non solo della lingua albanese antica, parlata nelle diverse comunità italo-albanesi, ma anche dell'albanese moderno.
Lasciò parecchie opere scritte, pubblicate in forma monografica o dai periodici, le quali riguardano interessanti risultati di ricerche effettuate, con notevole e lodevole impegno, su tematiche arbëreshë: personaggi, opere di poeti e scrittori, istituzioni culturali, religiose ed ecclesiastiche, vari aspetti del peculiare patrimonio culturale, ecc. Va ricordato anche il suo notevole impegno dedicato alla conservazione e valorizzazione del patrimonio musicale liturgico bizantino delle comunità arbëreshë di Sicilia, di cui ha lasciato alcune raccolte manoscritte.
Papàs Matteo Sciambra morì inaspettatamente e prematuramente a San Lorenzo di Parabiago il 30 luglio 1967.

## Scritti principali
Tra gli studi più importanti si ricordano:
- La "Dottrina Cristiana" albanese di Luca Matranga. Riproduzione, trascrizione e commento del Codice Barberini Latino 3454, Città del Vaticano, Biblioteca Apostolica Vaticana, 1964;
- Stato attuale della parlata albanese di Contessa Entellina (Sicilia), in Orbis, voi. XIII, n.2. 1964;
- Paolo Maria Parrino, scrittore siculo-albanese, estratto da Shéizat- Le Plejadi, nn. 5-6-7-8 (1967), Roma, 1967;
- Il Liber brevium di Callisto III : La crociata, l'Albania e Skanderbeg, Palermo, Scuola grafica salesiana, 1968;
- Evoluzione del linguaggio e del pensiero di Giuseppe Schirò dalla I alla II edizione del "Te dheu i huaj", in Giuseppe Schirò nel I centenario della nascita, Atti del IV Convegno Internazionale di Studi Albanesi, Annuario accademico 1965-66, Palermo, 1966.